# Kim Ji-young (Tennisspielerin)
Kim Ji-young (koreanisch 김지영; * 17. September 1985) ist eine ehemalige südkoreanische Tennisspielerin.

## Karriere
Kim gewann einen Einzel- und neun Doppeltitel auf Turnieren des ITF Women’s Circuit.

## Turniersiege

### Einzel
| Nr. | Datum            | Turnier  | Kategorie   | Belag     | Finalgegnerin  | Ergebnis  |
| --- | ---------------- | -------- | ----------- | --------- | -------------- | --------- |
| 1.  | 31. Oktober 2010 | Yeongwol | ITF $10.000 | Hartplatz | Kang Seo-kyung | 7:61, 6:3 |

### Doppel
| Nr. | Datum              | Turnier   | Kategorie   | Belag     | Partnerin      | Finalgegnerinnen                     | Ergebnis         |
| --- | ------------------ | --------- | ----------- | --------- | -------------- | ------------------------------------ | ---------------- |
| 1.  | 9. Juli 2005       | Daegu     | ITF $10.000 | Hartplatz | Cho Jeong-a    | Kazusa Ito Yukiko Yabe               | 7:61, 6:4        |
| 2.  | 25. März 2006      | Neu-Delhi | ITF $10.000 | Hartplatz | Cho Jeong-a    | Sandy Gumulya Pichittra Thongdach    | 2:6, 6:3, 6:3    |
| 3.  | 8. April 2006      | Chennai   | ITF $10.000 | Sand      | Cho Jeong-a    | Nudnida Luangnam Thassha Vitayaviroj | 6:4, 6:4         |
| 4.  | 23. Oktober 2010   | Yeongwol  | ITF $10.000 | Hartplatz | Kim Jung-eun   | Kim Kun-hee Kim Na-ri                | 3:6, 7:5, [10:7] |
| 5.  | 21. Mai 2011       | Goyang    | ITF $25.000 | Hartplatz | Yoo Mi         | Kim Kun-hee Yu Mi-hwa                | 6:4, 6:2         |
| 6.  | 3. September 2011  | Yeongwol  | ITF $10.000 | Hartplatz | Yoo Mi         | Kim Hae-sung Kim Ju-eun              | 6:2, 6:4         |
| 7.  | 10. September 2011 | Yeongwol  | ITF $10.000 | Hartplatz | Kim Jin-hee    | Lee Hua-chen Lee Pei-chi             | 6:1, 6:1         |
| 8.  | 8. September 2012  | Yeongwol  | ITF $10.000 | Hartplatz | Yoo Mi         | Zhang Nannan Zhang Yuxuan            | 7:5, 6:4         |
| 9.  | 22. Juni 2013      | Gimcheon  | ITF $10.000 | Hartplatz | Kang Seo-kyung | Jang Su-jeong Riko Sawayanagi        | 7:5, 6:1         |